# Sistema global de navegación por satélite
Un sistema global de navegación por satélite (Global Navigation Satellite System, GNSS) es una constelación de satélites que transmite rangos de señales utilizados para el posicionamiento y localización en cualquier parte del globo terrestre, ya sea en tierra, mar o aire. Estos permiten determinar las coordenadas geográficas y la altitud de un punto dado como resultado de la recepción de señales provenientes de constelaciones de satélites artificiales de la Tierra para fines de navegación, transporte, geodésicos, hidrográficos, agrícolas, y otras actividades afines.
Un sistema de navegación basado en satélites artificiales puede proporcionar a los usuarios información sobre la posición y la hora (cuatro dimensiones) con una gran exactitud, en cualquier parte del mundo, las 24 horas del día y en todas las condiciones climatológicas.

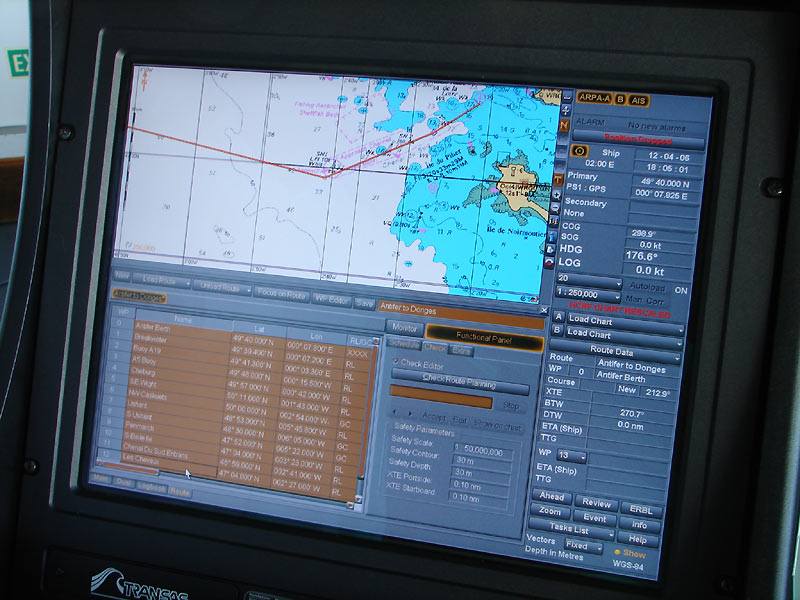
Sistema de navegación por satélite con carta náutica electrónica de un buque petrolero.

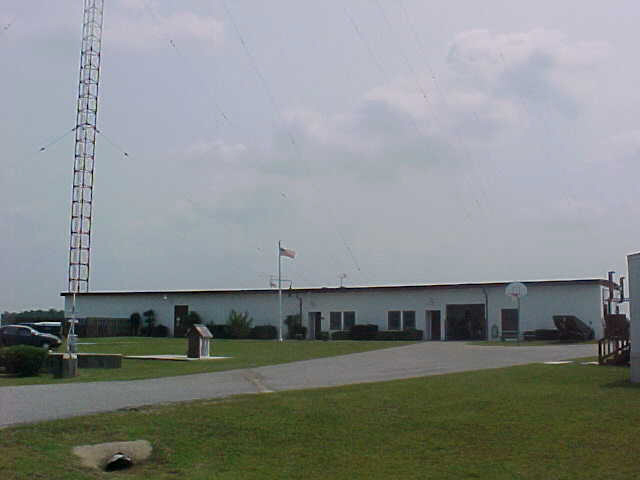
Estación LORAN Malone en Florida.

## Antecedentes

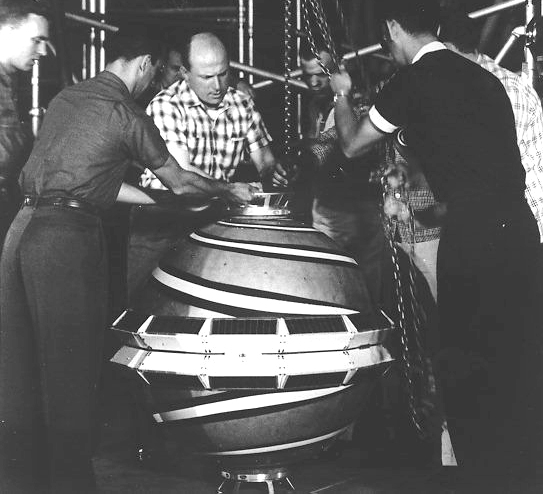
Satélite Transit-1A.

Un temprano precursor de los sistemas de navegación por satélite fueron los sistemas terrestres LORAN y Omega, que utilizaron los radiotransmisores de baja frecuencia (100 kHz) terrestres en vez de los satélites. Estos sistemas difundían un pulso de radio desde una localización "maestra" conocida, seguido por pulsos repetidos desde un número de estaciones "esclavas". El retraso entre la recepción y el envío de la señal en las estaciones auxiliares era controlado, permitiendo a los receptores comparar el retraso entre la recepción y el retraso entre enviados. A través de este método se puede conocer la distancia a cada una de las estaciones auxiliares.
El primer sistema de navegación por satélites fue el Transit, un sistema desplegado por el ejército de Estados Unidos en los años 1960. Transit se basaba en el efecto Doppler. Los satélites viajan en trayectorias conocidas y difunden sus señales en una frecuencia conocida. La frecuencia recibida se diferencia levemente de la frecuencia difundida debido al movimiento del satélite con respecto al receptor. Monitorizando este cambio de frecuencia a intervalos cortos, el receptor puede determinar su localización a un lado o al otro del satélite; la combinación de varias de estas medidas, unida a un conocimiento exacto de la órbita del satélite pueden fijar una posición concreta.

## Teoría y características fundamentales
La radionavegación por satélite se basa en el cálculo de una posición sobre la superficie terrestre midiendo las distancias de un mínimo de tres satélites de posición conocida. Un cuarto satélite aportará, además, la altitud. La precisión de las mediciones de distancia determina la exactitud de la ubicación final. En la práctica, un receptor capta las señales de sincronización emitida por los satélites que contiene la posición del satélite y el tiempo exacto en que esta fue transmitida. La posición del satélite se transmite en un mensaje de datos que se superpone en un código que sirve como referencia de la sincronización.
La precisión de la posición depende de la exactitud de la información de tiempo. Solo los cronómetros atómicos proveen la precisión requerida, del orden de nanosegundos {\displaystyle (10^{-9}s)}. Para ello el satélite utiliza un reloj atómico para estar sincronizado con todos los satélites en la constelación. El receptor compara el tiempo de la difusión, que está codificada en la transmisión, con el tiempo de la recepción, medida por un reloj interno, de forma que se mide el "tiempo de vuelo" de la señal desde el satélite.

Estos cronómetros constituyen un elemento tecnológico fundamental a bordo de los satélites que conforman las constelaciones GNSS y pueden contribuir a definir patrones de tiempo internacionales. La sincronización se mejorará con la inclusión de la señal emitida por un cuarto satélite. En el diseño de la constelación de satélites se presta especial atención a la selección del número de estos y a sus órbitas, para que siempre estén visibles en cantidad suficiente desde cualquier lugar del mundo y así asegurar la disponibilidad de señal y la precisión.
Cada medida de la distancia coloca al receptor en una cáscara esférica de radio la distancia medida. Tomando varias medidas y después buscando el punto donde se cortan, se obtiene la posición. Sin embargo, en el caso de un receptor móvil que se desplaza rápidamente, la posición de la señal se mueve mientras que las señales de varios satélites son recibidas. Además, las señales de radio tienen un leve retardo cuando pasan a través de la ionosfera. El cálculo básico procura encontrar la línea tangente más corta a cuatro cáscaras esféricas centradas en cuatro satélites. Los receptores de navegación por satélite reducen los errores usando combinaciones de señales de múltiples satélites y correlaciones múltiples, utilizando entonces técnicas como filtros de Kalman para combinar los datos parciales, afectados por ruido y en constante cambio, en una sola estimación de posición, tiempo, y velocidad.

## Aplicaciones

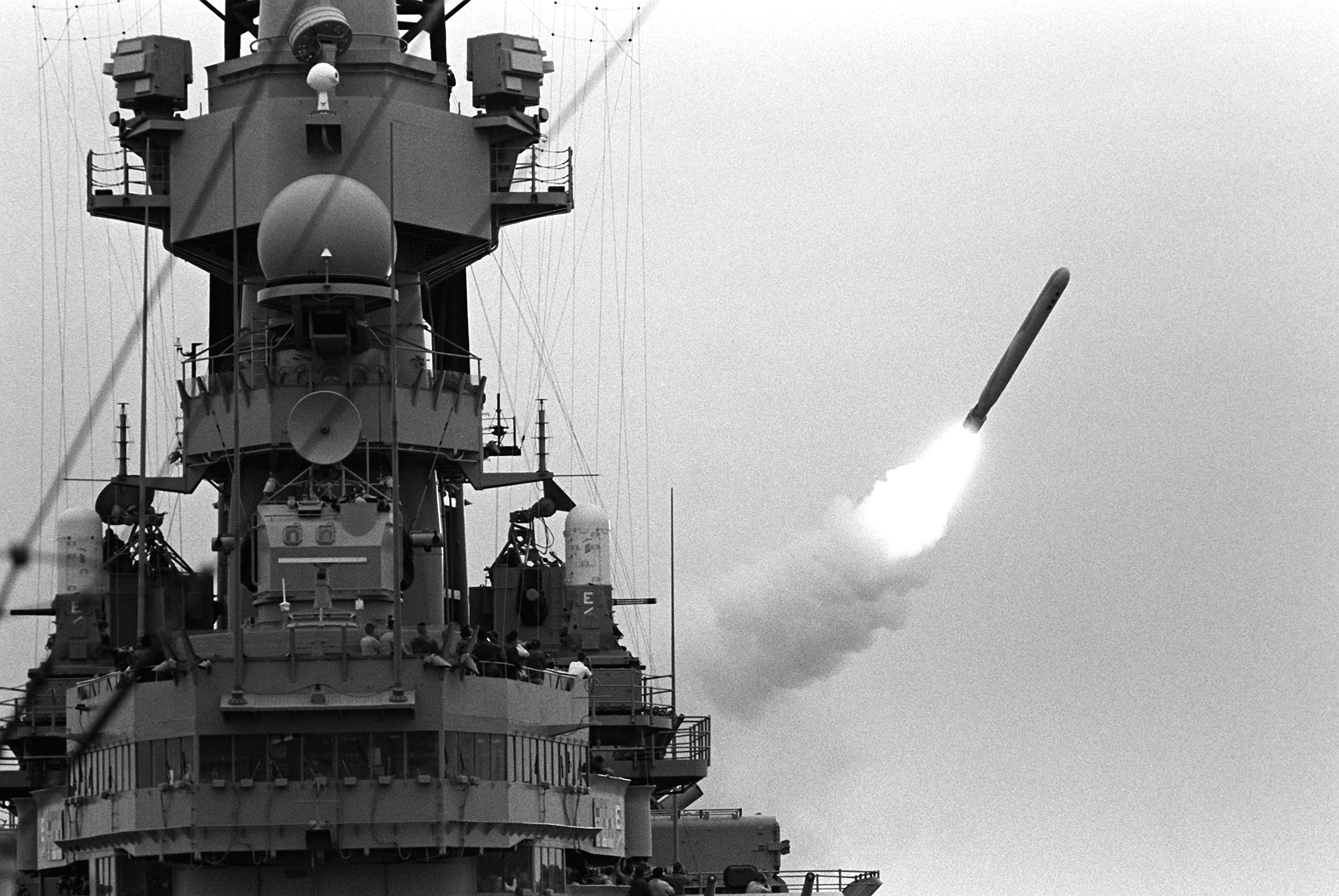
El guiado de precisión hasta el objetivo de misiles y bombas inteligentes es uno de los usos militares de los GNSS.

### Uso militar
El origen de la navegación por satélite fue militar. La navegación por satélite permite alcanzar una precisión que no se había conseguido hasta este momento, en los objetivos de las armas, aumentando su efectividad, y reduciendo daños no deseados mediante armamento que se vale de la señal de los GNSS que sí producían las armas convencionales. La navegación por satélite también permite que las tropas sean dirigidas y se localicen fácilmente.
En suma, se puede considerar un factor multiplicador de la fuerza. Particularmente, la capacidad de reducir muertes involuntarias tiene ventajas particulares en las guerras mantenidas por las democracias, donde la opinión pública tiene una gran influencia en la guerra. Por esta razón, un sistema de navegación por satélite es un factor esencial para cualquier potencia militar.

### Navegación aérea
La navegación aérea utiliza, dentro del concepto de Sistemas Globales de Navegación por Satélites (GNSS) implementado por la Organización de Aviación Civil Internacional (OACI), los sistemas de posicionamiento, reconociéndose como un elemento clave en los sistemas de Comunicaciones, Navegación y Vigilancia que apoyan el control del tráfico aéreo (CES/ATA), así como un fundamento sobre el cual los estados pueden suministrar servicios de navegación aeronáutica mejorados. Los estados que autorizan operaciones GNEIS son los responsables de determinar si el mismo satisface los requisitos de actuación requeridos para esta actividad (de acuerdo a lo especificado por la OACI) en el espacio aéreo de su competencia y de notificar a los usuarios cuando dicha actuación no cumple con estos.
Por concepto, el GNSS es un sistema mundial de determinación de la posición y la hora, que incluye constelaciones principales de satélites, receptores de aeronave, supervisor de integridad del sistema, y sistemas de aumento que mejoran la actuación de las constelaciones centrales.
En síntesis, el GNSS es un término general que comprende a todos los sistemas de navegación por satélites, los que ya han sido implementados (GPS, GLONASS) y los que están en desarrollo (Galileo), proponiendo la utilización de satélites como soporte a la navegación, ofreciendo localización precisa de las aeronaves y cobertura en todo el globo terrestre.
Se está implantando el GNSS de una manera evolutiva a medida que esté preparado para acoger el gran volumen del tráfico aéreo civil existente en la actualidad, y pueda responder a las necesidades de seguridad que requiere el sector, uno de los más exigentes del mundo.
Cuando el sistema GNSS esté completamente desarrollado, se prevé que pueda ser utilizado sin requerir ayuda de cualquier otro sistema de navegación convencional, desde el despegue hasta completar un aterrizaje de precisión Categoría , IR O IS; es decir, en todas las fases de vuelo.

### Otros usos civiles

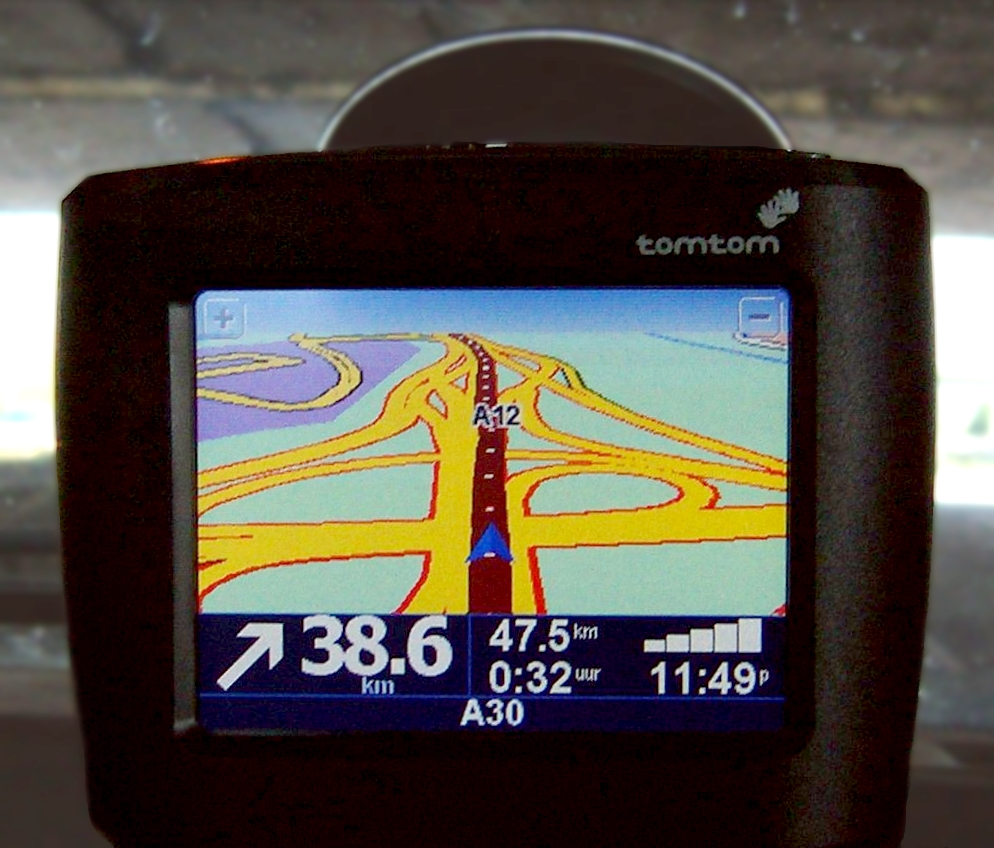
Navegador de un automóvil

Algunas de las aplicaciones civiles donde se utilizan las señales GNSS son las siguientes:
- Ayudas a la navegación y orientación en dispositivos de mano para senderismo, dispositivos integrados en los automóviles, camiones, barcos, etc.
- Sincronización.
- Sistemas de localización para emergencias.
- Geomática.
- Seguimiento de los dispositivos usados en la fauna.
- Etc.

## Sistemas de Posicionamiento por Satélites actuales
Actualmente, el Sistema de Posicionamiento Global (GPS) de los Estados Unidos de América y el Sistema Orbital Mundial de Navegación por Satélite (GLONASS) de la Federación Rusa son los únicos que forman parte del concepto GNSS. El Panel de Sistemas de Navegación (NPS), el ente de la Organización Internacional de Aviación Civil encargado de actualizar los estándares y prácticas recomendadas del GNSS, tiene en su programa de trabajo corriente el estudio de la adición del sistema de navegación por satélite Galileo desarrollado por la Unión Europea.
Otros sistemas de navegación por satélite que podrían ser o no adoptados internacionalmente para la aviación civil como parte del GNSS y que están en proceso de desarrollo son el Beidou, Compass o BNTS (BeiDou/Compass Navigation Test System) de la República Popular China, el QZSS (Quasi-Zenith Satellite System) de Japón y el IRNSS (Indian Regional Navigation Satellite System) de India.

### NAVSTAR-GPS

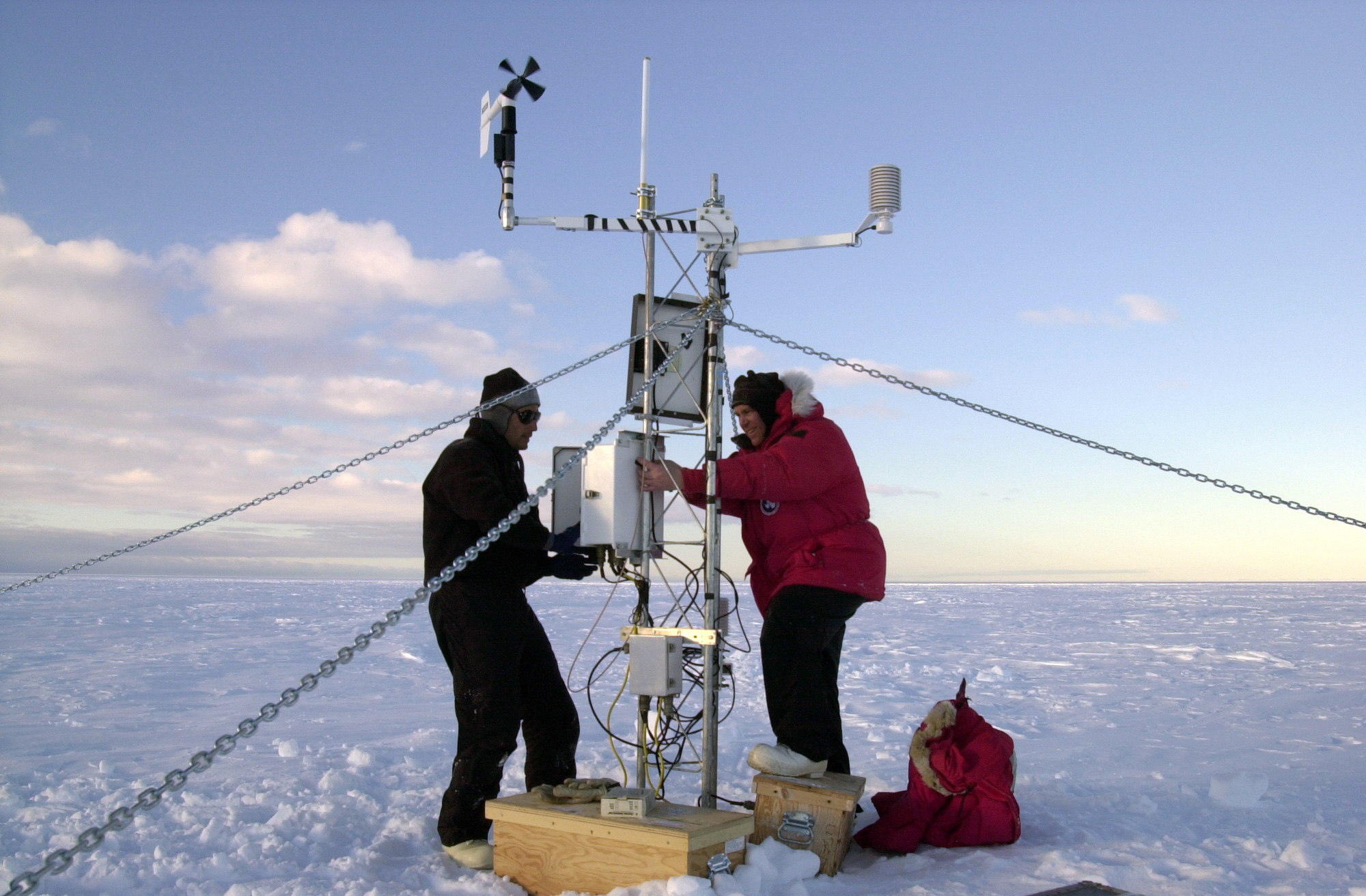
Investigadores instalando instrumental meteorológico y un receptor GPS sobre el iceberg B-15A. Hoy por hoy la constelación NAVSTAR-GPS es la única con cobertura mundial.

El NAVSTAR-GPS (NAVigation System and Ranging - Global Positioning System), conocido simplemente como GPS, es un sistema de radionavegación basado en satélites que utiliza mediciones de distancia precisas de satélites GPS para determinar la posición (el GPS posee un error nominal en el cálculo de la posición de aproximadamente 15 m) y la hora en cualquier parte del mundo. El sistema es operado para el Gobierno de los Estados Unidos por su Departamento de Defensa y es el único sistema de navegación por satélite completamente operativo a fecha actual.
El sistema está formado por una constelación de 32 satélites que se mueven en órbita a 20.200 km aproximadamente, alrededor de seis planos con una inclinación de 55 grados. El número exacto de satélites varía en función de los satélites que se retiran cuando ha transcurrido su vida útil.

### GLONASS
El Sistema Mundial de Navegación por Satélites (GLONASS) proporciona determinaciones tridimensionales de posición y velocidad basadas en las mediciones del tiempo de tránsito y de desviación Doppler de las señales de radio frecuencia (RF) transmitidas por los satélites GLONASS. El sistema es operado por el Ministerio de Defensa de la Federación Rusa y ha sido utilizado como reserva por algunos receptores comerciales de GPS.
Tras la desmembración de la Unión Soviética y debido a la falta de recursos, el sistema perdió operatividad al no reemplazarse los satélites. En la actualidad la constelación GLONASS vuelve a estar operativa.

## Sistemas de Posicionamiento por Satélites en proyecto
Actualmente varios países intentan desarrollar sistemas propios; tal es el caso de China, Japón, India o los países pertenecientes a la Unión Europea y a la Agencia Espacial Europea.

### Galileo
Galileo es la iniciativa de la Unión Europea y la Agencia Espacial Europea, que acordaron desarrollar un sistema de radionavegación por satélite de última generación y de alcance mundial propio, que brindara un servicio de ubicación en el espacio preciso y garantizado, bajo control civil, 100 veces más preciso que los actuales sistemas.
Galileo comprende una constelación de 30 satélites (24 más 4 de reserva) divididos en tres órbitas circulares, a una altitud de aproximadamente 24000 km, que cubren toda la superficie del planeta. Estos estarán apoyados por una red mundial de estaciones terrestres. El primer satélite experimental fue lanzado el 28 de diciembre de 2005 y el 21 de abril de 2011 se lanzaron los dos primeros satélites del programa. El sistema salió a producción el 15 de diciembre de 2016 con alrededor de media constelación y será completado para 2020. El primer teléfono móvil preparado para Galileo fue de una compañía española. En el campo del servicio para aplicaciones críticas (Safety-of-Life - SoL), se marca a un hito al implementarse los primeros sistemas de aproximación LPV-200 en el aeropuerto de Paris Charles de Gaulle.
Galileo es compatible con la próxima generación de NAVSTAR-GPS que estará operativa antes del 2012. Los receptores combinan las señales de 30 satélites de Galileo y 28 del GPS, aumentando la precisión de las medidas.

## Vulnerabilidades de los sistemas de posicionamiento por satélites
La vulnerabilidad más notable de los GNSS es la posibilidad de ser interferida la señal (la interferencia existe en todas las bandas de radionavegación). Existen varias fuentes de posible interferencia a los GNSS, tanto dentro de la banda como fuera de esta, particularmente por enlaces de microondas terrestres punto a punto permitidos por varios estados (1559 – 1610 MHz). Estos enlaces se irán eliminando gradualmente entre los años 2020 y 2025.
Las señales de los sistemas GNSS son vulnerables debido a la potencia relativamente baja de la señal recibida, pues provienen de satélites y cada señal cubre una fracción significativamente grande de la superficie terrestre.
En aviación, las normas y métodos recomendados (SARPS) de la OACI para los GNSS exigen un nivel de rendimiento específico en presencia de niveles de interferencia definidos por la máscara de interferencia del receptor. Estos niveles de interferencia son generalmente acordes al reglamento de la Unión Internacional de Telecomunicaciones (UIT). La interferencia de niveles superiores a la máscara puede causar pérdida de servicio pero no se permite que tal interferencia resulte en información peligrosa o que induzca a error.

### Tipos de interferencia
Las interferencias pueden ser voluntarias o involuntarias.

#### Interferencia involuntaria
La probabilidad y consecuencias operacionales de esta interferencia varían con el medio. No se considera una amenaza importante siempre que los estados ejerzan el control y protección adecuados del espectro electromagnético, tanto para las atribuciones de frecuencias existentes como nuevas. Además, la introducción de nuevas señales GNSS en nuevas frecuencias asegurará que la interferencia no intencional no provoque la pérdida completa del servicio (salida), aunque experimente cierto deterioro en su rendimiento.
Se ha determinado que la mayor parte de los casos de interferencia de GNSS notificados proviene de los sistemas de a bordo y la experiencia con la instalación del GNSS ha permitido identificar varias fuentes de interferencia involuntaria. Los dispositivos electrónicos portátiles también pueden causar interferencia al GNSS y a otros sistemas de navegación.
Las fuentes terrestres de interferencia incluyen actualmente las comunicaciones VHF móviles y fijas, enlaces de radio punto a punto en la banda de frecuencias GNSS, armónicas de estaciones de televisión, ciertos sistemas de radar, sistemas de comunicaciones móviles por satélite y sistemas militares. Las ciudades grandes con fuentes considerables de interferencia de radiofrecuencias (RF), los sitios industriales, etc., son más propensos a la interferencia involuntaria que las regiones remotas, donde esta interferencia es muy poco factible. La probabilidad de esa interferencia depende de la reglamentación estatal del espectro, de la administración de frecuencias y de su cumplimiento en cada estado o región.

#### Interferencia intencional
Debido a su poca potencia, las señales de los GNSS pueden bloquearse con transmisores de baja potencia. Aunque no se han registrado casos de bloqueo intencional dirigido a aeronaves civiles, por ejemplo, la posibilidad de obstrucción intencional de la señal debe considerarse y evaluarse como una amenaza. Si el impacto es mínimo, la amenaza potencial es baja pues no hay motivación para interferir. La magnitud del impacto potencial puede aumentar conforme el GNSS tenga más aplicaciones y se dependa más de este sistema.
La interferencia por simulación de señales (spoofing) es la corrupción intencionada de señales de navegación para que la aeronave se desvíe y siga una trayectoria de vuelo falsa. La simulación de señales de GNSS por satélite es tecnológicamente mucho más compleja que la simulación de radioayudas a la navegación convencional basadas en tierra. La simulación de radiodifusión de datos GBAS es tan difícil como la simulación de radioayudas de aterrizaje convencional.
Aunque la interferencia por simulación de señales teóricamente puede inducir a una aeronave determinada a errores de navegación, es muy probable que se detecte con procedimientos normales. Los sistemas de advertencia de proximidad del terreno (GPWS) y anticolisión de a bordo (ACAS) dan protección adicional contra colisiones con el terreno y con otras aeronaves. En vista de la dificultad de interferir por simulación con los GNSS, no se consideran necesarias medidas operacionales singulares para mitigarla.

### Efectos ionosféricos y otros efectos atmosféricos
Las precipitaciones fuertes solo atenúan las señales de satélite GNSS una pequeña fracción de dB y no afecta las operaciones.
Los efectos troposféricos se tratan mediante el diseño del sistema y no representan un aspecto de vulnerabilidad. Pero hay dos fenómenos ionosféricos que sí deben considerarse:
- Cambios ionosféricos rápidos y grandes. Cerca del ecuador geomagnético se observan frecuentemente cambios rápidos y grandes en la ionosfera, pero su efecto no es lo suficientemente grande como para afectar las operaciones en ruta ni las de aproximaciones que no son de precisión. Los cambios ionosféricos causan errores de telemetría que deben tenerse en cuenta en el diseño del sistema dado se pueden mitigar con el uso de sistemas de aumento GNSS (SBAS, ABAS, GBAS), aunque pueden limitar los servicios GBAS y SBAS que se proporcionen en la región ecuatorial y utilicen una frecuencia GNSS única.
- El centelleo ionosférico. Este es insignificante en las latitudes medias pero en las regiones ecuatoriales, y en menor grado en las altas latitudes, este puede causar la pérdida temporal de las señales de uno o más satélites. La experiencia operacional en las regiones ecuatoriales ha demostrado que la probabilidad de pérdida del servicio GNSS actual es poca debido al número relativamente grande de satélites a la vista. El centelleo puede interrumpir la recepción de las radiodifusiones de los satélites de órbita geoestacionaria (GEO) del SBAS, pero es poco probable que provoque la pérdida completa del servicio GNSS y puede mitigarse con el agregado de nuevas señales y satélites GNSS.

### Otras vulnerabilidades
También es necesario considerar las vulnerabilidades de los segmentos terrestre y espacial del GNSS. Existe el riesgo de número insuficiente de satélites en una constelación dada debido a la falta de recursos para mantenerla, fallos en los lanzamientos o de satélite. Una fallo del segmento de control de la constelación o un error humano pueden llegar a causar la falla de múltiples satélites de una constelación.
Otro riesgo es la interrupción del servicio o su degradación durante una situación de estado de emergencia nacional. Los países que proveen señales para la navegación por satélite pueden negar su disponibilidad, es lo que se denomina disponibilidad selectiva. El propietario de un sistema de navegación por satélite tiene la capacidad de degradar o eliminar servicios basados en los satélites de la navegación sobre cualquier territorio que desee. Así, si la navegación por satélite se convierte en un servicio esencial, los países sin sus propios sistemas de navegación por satélite se convertirán en clientes de los estados que provean estos servicios.
En el caso del tráfico aéreo si la denegación de señal es regional, se bloquearían todas las señales civiles de GNSS y el espacio aéreo afectado estaría cerrado al tránsito aéreo civil.

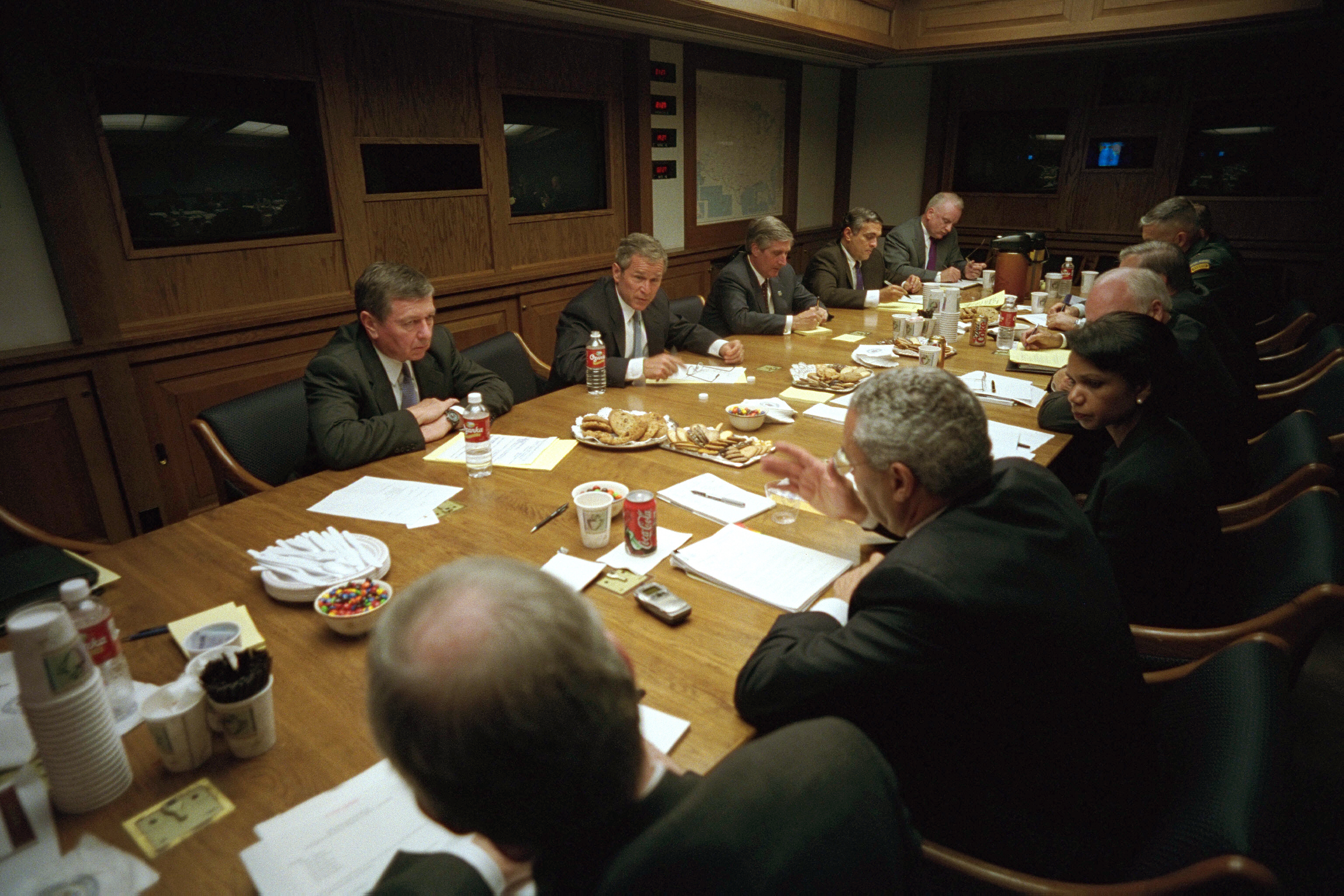
Los países proveedores de servicios GNSS pueden modificar o denegar estos ante situaciones de emergencia. En la imagen, el presidente estadounidense George W. Bush reunido con el Consejo de Seguridad Nacional tras los atentados del 11 de septiembre de 2001.

Otra situación menos probable sería la degradación o denegación de las señales de los satélites principales o de los satélites de aumento en toda el área de cobertura.
En la evaluación de los riesgos operacionales relacionados con las vulnerabilidades del GNSS hay que considerar dos aspectos principales:
- La probabilidad de interrupción del GNSS.
- El efecto de la interrupción.

Al considerar estos aspectos en función del espacio aéreo, los proveedores de servicios de navegación aérea pueden determinar si se necesita mitigarlos y, de ser así, a qué nivel. Se requiere mitigación para las interrupciones que tengan efectos importantes y probabilidades de ocurrir de moderadas a altas.
Las nuevas señales y constelaciones principales de satélites reducirán considerablemente la vulnerabilidad del GNSS. La utilización de señales más fuertes y las frecuencias diversas planeadas para el GPS, el GLONASS y Galileo eliminarán efectivamente el riesgo de interferencia involuntaria, pues es muy poco probable que una fuente de tal interferencia afecte simultáneamente a más de una frecuencia.
Más satélites (incluso constelaciones múltiples) eliminarán el riesgo de interrupciones completas del GNSS debidas al centelleo y la multiplicidad de frecuencias mitigará el efecto de los cambios ionosféricos. Los futuros satélites geoestacionarios mitigarán el efecto de la ionosfera en el SBAS usando satélites cuyas líneas visuales estén separadas cuando menos a 45°.
Las señales más robustas y las nuevas frecuencias del GNSS hacen más difícil interferir intencionadamente con todos los servicios GNSS. Más constelaciones principales de satélites reducen el riesgo de falla del sistema, de errores operacionales o de interrupciones de servicio. También pueden seguir proporcionando servicio mundial en el caso poco probable de que el proveedor de un elemento de GNSS modifique o deniegue el servicio debido a situaciones de regímenes de excepción de un estado.
La administración y una fuerte financiación del sistema son esenciales para la operación continua de los servicios GNSS y para mitigar las vulnerabilidades del sistema mencionadas, excepto la posible interrupción global del servicio debida a una emergencia nacional. Un medio efectivo de mitigar la vulnerabilidad de interrupción global es que los proveedores de servicios adopten una política de denegación regional en caso de emergencia nacional.

## Sistemas de Aumentación GNSS

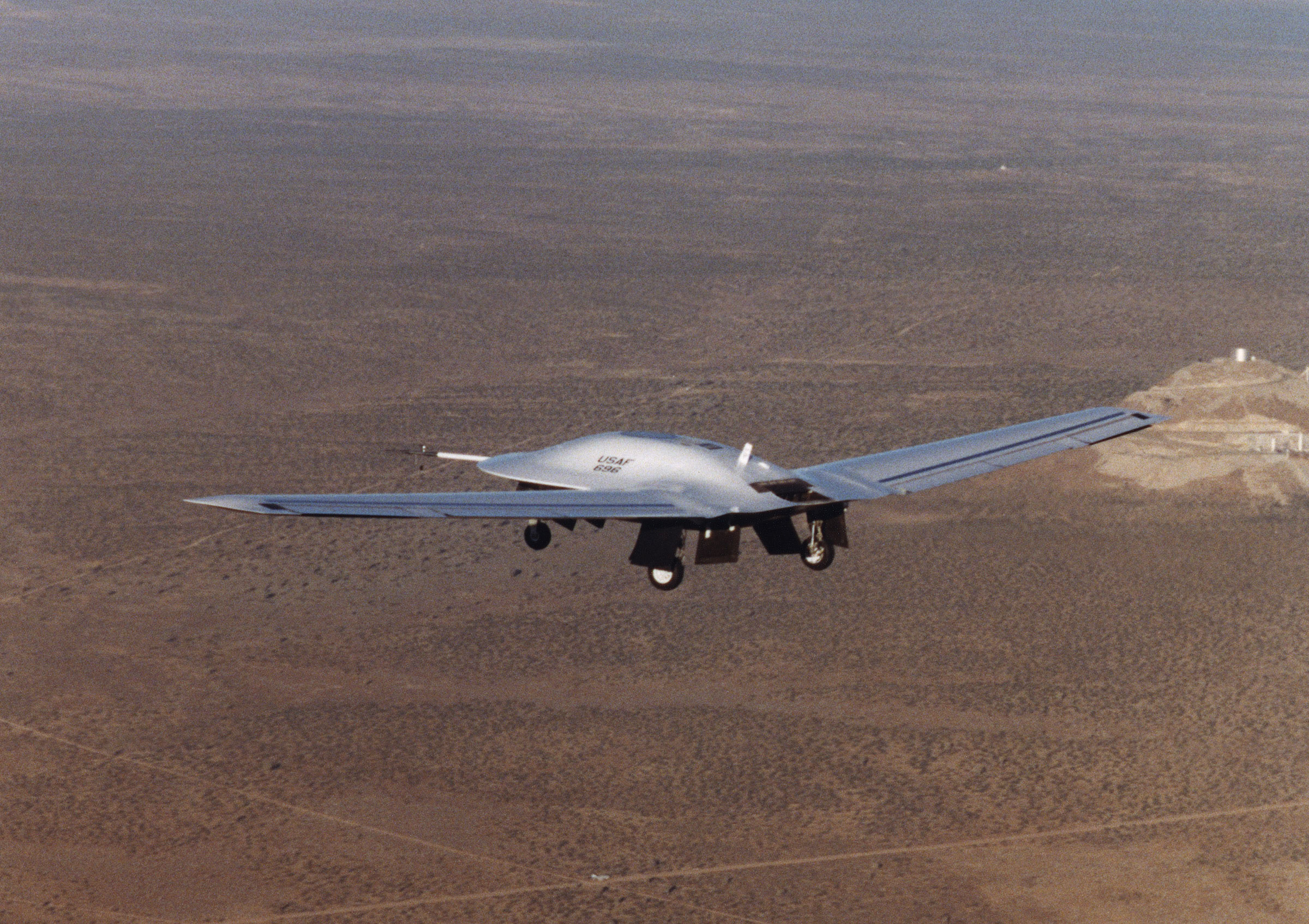
Avión espía no tripulado DarkStar Tier III del ejército de los EE. UU. Su aterrizaje se lleva a cabo automáticamente mediante GPS Diferencial.

Las constelaciones de GPS y GLONASS no se elaboraron para satisfacer los requisitos estrictos (precisión, integridad, disponibilidad y continuidad) de la navegación por instrumentos (IFR). Una explicación breve del significado de los requisitos operacionales es la siguiente:
- Exactitud. Diferencia entre la posición estimada y la real (medición de errores).
- Integridad. Confianza sobre la información total proporcionada (alertas de no utilización).
- Continuidad. Funcionamiento sin interrupciones no programadas.
- Disponibilidad. Es la parte del tiempo durante la cual el sistema presenta simultáneamente la exactitud, integridad y continuidad requeridas.

Para garantizar que los GNSS actuales cumplan con estos requisitos en todas las fases del vuelo (desde el despegue, en ruta, hasta un aterrizaje de precisión), para el GPS y GLONASS se requiere de diversos grados de aumentación.
Tres sistemas de aumentación, el sistema basado en la aeronave (Aircraft Based Augmentation System – ABAS), el basado en tierra (Ground Based Augmentation System - GBAS), y el basado en satélites (Satellite Based Augmentation System – SBAS), se han diseñado y normalizado para superar las limitaciones inherentes a los GPS.
Para aplicaciones en tiempo real, las correcciones de los parámetros de cada satélite de las constelaciones GNSS existentes (GPS y GLONASS) deberán ser transmitidas a los usuarios a través de equipos de radio VHF (GBAS) o si se requiere una amplia cobertura a través de satélites geoestacionarios que emitan pseudocódigos con información de corrección (SBAS).

### Aumentación basada en la aeronave (ABAS)
Entre los sistemas que otorgan esta aumentación a los receptores GPS están los sistemas de Receptor con Supervisión Autónoma de la Integridad (RAIM) y la función de Detección de Fallos y Exclusión (FDE). Los ABAS proporcionan la integridad requerida para utilizar el GPS como medio único, suplementario y principal de navegación durante la salida, en ruta, la llegada y para aproximaciones de precisión en tramos inicial, intermedio y frustrado, así como las de no-precisión.

### Aumentación basada en Tierra (GBAS)
GBAS es un término que comprende todos los sistemas de aumentación basadas en estaciones terrestres. Se diferencian de los SBAS en que no dependen de satélites geoestacionarios, debido a que el GBAS no está diseñado para dar servicio sobre amplias regiones geográficas.

### Sistema de aumentación regional basada en Tierra (GRAS)
El GRAS (Ground based Regional Augmentation System) tiene como base al GBAS y consiste en una serie de estaciones GBAS desplegadas en un área extensa (incluso continental) interconectadas entre sí por sistemas de telecomunicaciones, permitiendo contar con una aumentación SBAS de carácter regional. Australia es el país más avanzado en estos momentos en el desarrollo e implementación de este tipo de sistemas.

### Aumentación basada en Satélites (SBAS)
SBAS es un término que comprende todos los sistemas de aumentación basadas en satélites que están en desarrollo actualmente, más cualquier otro que sea desarrollado en el futuro. Las principales entidades que han desarrollado actualmente sistemas SBAS son los EE. UU. (el WAAS), Europa (el EGNOS) y Japón (el MSAS). Se encuentran en proceso de desarrollo la India (GAGAN), y en proyecto de China (SNAS) y Latinoamérica (SACCSA).